# Edvard Vestberg
Sten Gustaf Edvard Vestberg, född 29 november 1869 i Överluleå, död 17 april 1956 i Uppsala, var en svensk läkare.
Vestberg blev medicine licentiat 1899 och medicine doktor 1906 vid Karolinska institutet. Han tjänstgjorde vid olika hospital, blev 1908 hospitalsläkare i Uppsala och docent i psykiatri vid Uppsala universitet. År 1912 blev han överläkare vid Kristinehamns hospital (sedermera Mariebergs sjukhus). Efter att ha avgått från sin tjänst 1934 var han bosatt i Ormaryd, innan han i början av 1940-talet bosatte sig i Uppsala.